# Domaine nordique de la Stèle
Le domaine nordique de la Stèle est une station de sports d'hiver dédiée principalement au ski de fond du Massif central en France sur la commune de La Tour-d'Auvergne dans le département du Puy-de-Dôme.

## Accès
Le domaine nordique se trouve entre La Tour-d'Auvergne, au sud-ouest, et Mont-Dore et La Bourboule, au nord-est, dans le massif du Sancy, accessible par la route départementale 645 (de La Tour d'Auvergne au Mont-Dore) et la D 88 depuis La Bourboule. Un col qui ne présente pas de nom, dénommé par les cyclistes et les organisateurs du Tour de France côte de la Stèle ou montée de la Stèle et culminant à une altitude de 1 250 mètres est au centre de la station.

## Géographie
La station est développée dans la montagne de la Roche au sein des bois de la Charbonnière, de la Tour et de la Reine, sur la commune de La Tour-d'Auvergne. Le puy de Chambourguet (1 375 m) à l'est domine le domaine. Cet ensemble est dans le périmètre du parc naturel régional des Volcans d'Auvergne.

## Activités

### Sports d'hiver
Le domaine nordique de la Stèle compte 11 pistes de ski de fond de difficulté variable et en boucle et 3 pistes de liaison vers Charlannes, vers Chastreix et vers le Capucin pour une longueur totale de 91 km. Le domaine est géré par la communauté de communes du Massif du Sancy.
Fermée en 1988, l'ancienne station de ski alpin de Chambourguet, très proche de la Stèle, a été déployée pour les activités nordiques durant l'hiver 2020-2021 afin désengorger le domaine.

### Cyclisme
La côte de la Stèle figure au programme de la 13e étape du Tour de France 2020 (classée en 2e catégorie), entre Châtel-Guyon dans le Puy-de-Dôme et le puy Mary dans le Cantal. Le français Valentin Madouas passe en tête.
En 2023, elle se retrouve au programme de la 1re étape du Critérium du Dauphiné en juin puis de la 2e étape du Tour de France Femmes en juillet. Elle est franchie en premier respectivement par le français Donavan Grondin et la néo-zélandaise Georgia Williams. A chaque fois, la côte est classée en 4e catégorie.